# Blýskavka rožcová
Blýskavka rožcová (lat. Panemeria tenebrata), je malá můra z čeledi můrovitých. Druh byl poprvé popsán Giovannin Antoniem Scopolim v roce 1763 v Entomologia Carniolica. Vyskytuje se v Evropě, kromě severní Skandinávie, Portugalska, ve středním a jižním Španělsku, stejně jako na většině středomořských ostrovů, kromě Sicílie. Na východě se areál rozšiřuje až do pohoří Uralu, ale východní hranice rozšíření jsou stále nedostatečně známé. Výskyt v Malé Asii je nejistý, ale je znám z Jordánska a Izraele.

## Popis

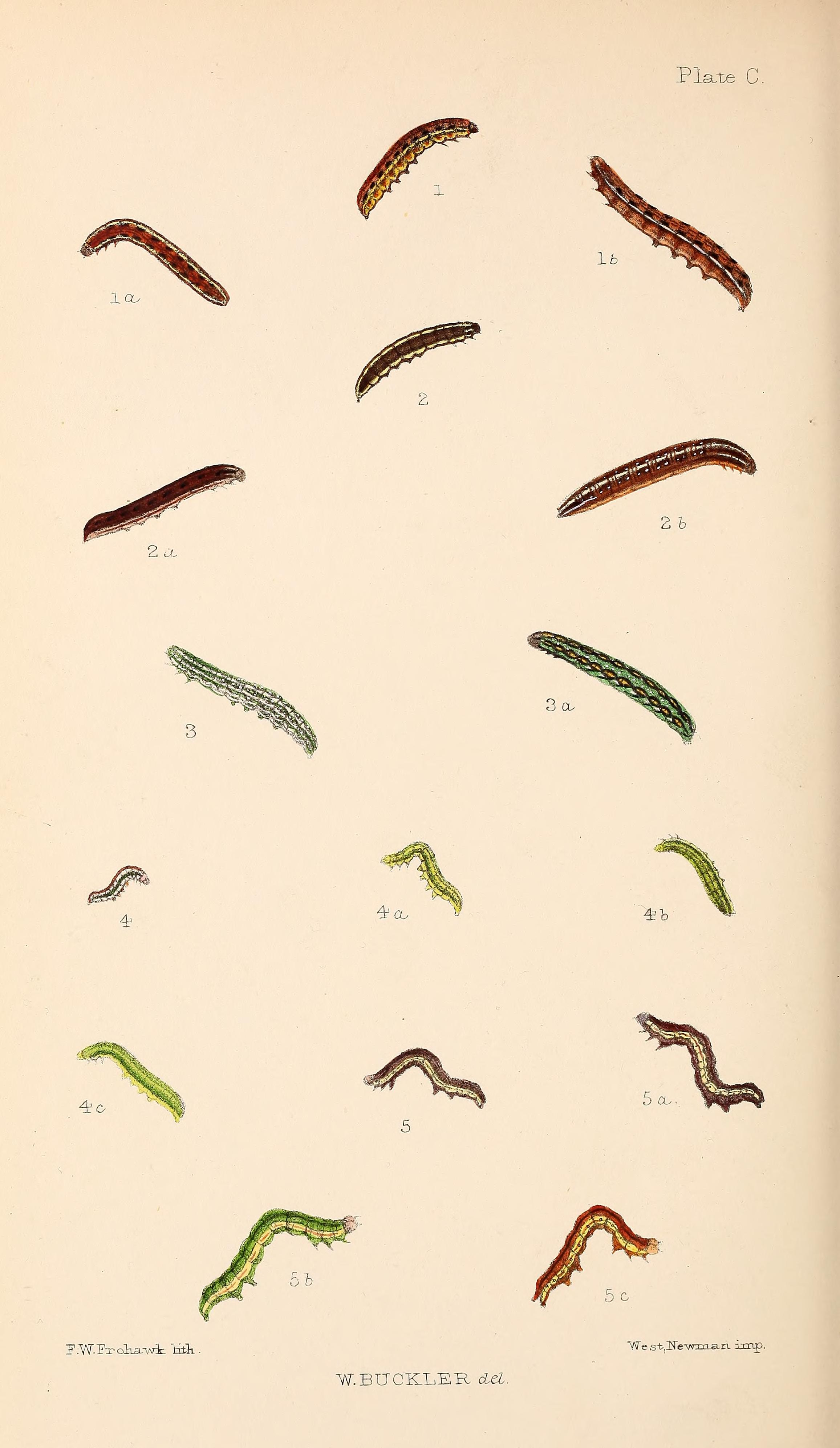
Larvy 4, 4a, 4b, 4c v různých fázích růstu

Rozpětí křídel je 19-22 mm. Přední křídla jsou tmavě hnědá s šedými plochami a na slunečním světle se výrazně lesknou. Dvě až tři zubaté příčné linie jsou obvykle nezřetelné. Zadní křídla jsou načernalá se širokou žlutou střední páskou.

## Biologie
Můra létá od dubna do července v závislosti na lokalitě. Preferuje slunečné počasí.
Larva světle zelená; hřbetní linie sytě zelená; subdorzální linie bělavé, lemované tmavšími; spirálovitá linie více nažloutlá, svrchu lemovaná tmavě zelenou: hlava světle zelená. Larvy se živí květy a semeny rožce a ptačince.